# Bourgheim
Bourgheim is een gemeente in het Franse departement Bas-Rhin (regio Grand Est) en telt 409 inwoners (1999). De plaats maakt deel uit van het arrondissement Sélestat-Erstein.

## Geografie
De oppervlakte van Bourgheim bedraagt 2,8 km², de bevolkingsdichtheid is 146,1 inwoners per km².
De onderstaande kaart toont de ligging van Bourgheim met de belangrijkste infrastructuur en aangrenzende gemeenten.

## Demografie
Onderstaande figuur toont het verloop van het inwonertal (bron: INSEE-tellingen).